# Colton Herta
Colton Thomas Herta (født 30. marts 2000) er en amerikansk racerkører, som kører for IndyCar Series-holdet Andretti Autosport.

## Baggrund
Colton Herta er søn af den tidligere racerkører Bryan Herta.

## Karriere

### Gokarts
Herta begyndte i gokarts som 6-årig, dog han først begyndte at køre i turneringer da han blev 10 år. Herta havde succes i gokarts, hvor han deltog i flere lokale turneringer, og vandt nogle af dem.

### Europæiske serier
Herta flyttede i 2015 til Storbritannien for at deltage i MSA Formula-serien. Han var her den yngste, og eneste amerikanske kører, men på trods af det, imponerede han stort, især i den anden halvdel af sæsonen, og endte med at slutte sæsonen på tredjepladsen i mesterskabet.
Herta rykkede herefter til Euroformula Open Championship for 2016 sæsonen, hvor han igen imponerede trods sin unge alder, og igen sluttede på tredjepladsen.

### Indy Lights
Herta vendte i 2017 hjem til USA for at konkurrere i Indy Lights serien. Herta imponerede med det samme, og fik sin første sejr i serien i kun sit andet ræs. Han sluttede på tredjepladsen i sin debutsæson, 30 point bag mesterskabsvinder Kyle Kaiser.
Han fortsatte i serien ved 2018-sæsonen, hvor han havde sin bedste sæson i serien, dog måtte han se sig slået til mesterskabet af sin holdkammerat Pato O'Ward, og måtte derfor nøjes med andenpladsen.

### IndyCar Series
Herta rykkede op i IndyCar Series ved 2019-sæsonen med Harding Steinbrenner Racing holdet, hvor han blev den første kører født i 2000'erne til at køre i serien. Den 24. marts 2019 vandt Herta sit første ræs i IndyCar, og med sin alder på 18 år, blev han den yngste vinder af et IndyCar Series ræs i seriens historie. Herta sluttede på syvendepladsen i sæsonen, men missede dog prisen som årets rookie, da han var kun 5 point bag Felix Rosenqvist.
Herta rykkede ved 2020-sæsonen til Andretti Autosport holdet, og havde sin hidtil bedste sæson i IndyCar Series, da han sluttede på tredjepladsen i sæsonen. Herta gik ind i 2021-sæsonen som en af favoritterne til mesterskabet. Sæsonen endte dog med at blive meget op og ned for Herta, som både kunne fejre 3 sejre, men også havde en række skuffende resultater hvor han ikke scorede nogle point. Som resultat sluttede han sæsonen på femtepladsen.

## Formel 1
Herta blev i marts 2022 del af Formel 1-holdet McLarens udviklingsprogram, og deltog den 11-13. juni 2022 i en test af deres 2021 formel 1 bil på Algarve International Circuit i Portugal.